# Pterogenia glabrella
Pterogenia glabrella är en tvåvingeart som beskrevs av Friedrich Georg Hendel 1914. Pterogenia glabrella ingår i släktet Pterogenia och familjen bredmunsflugor. Inga underarter finns listade i Catalogue of Life.